# Akamas (Halbinsel)

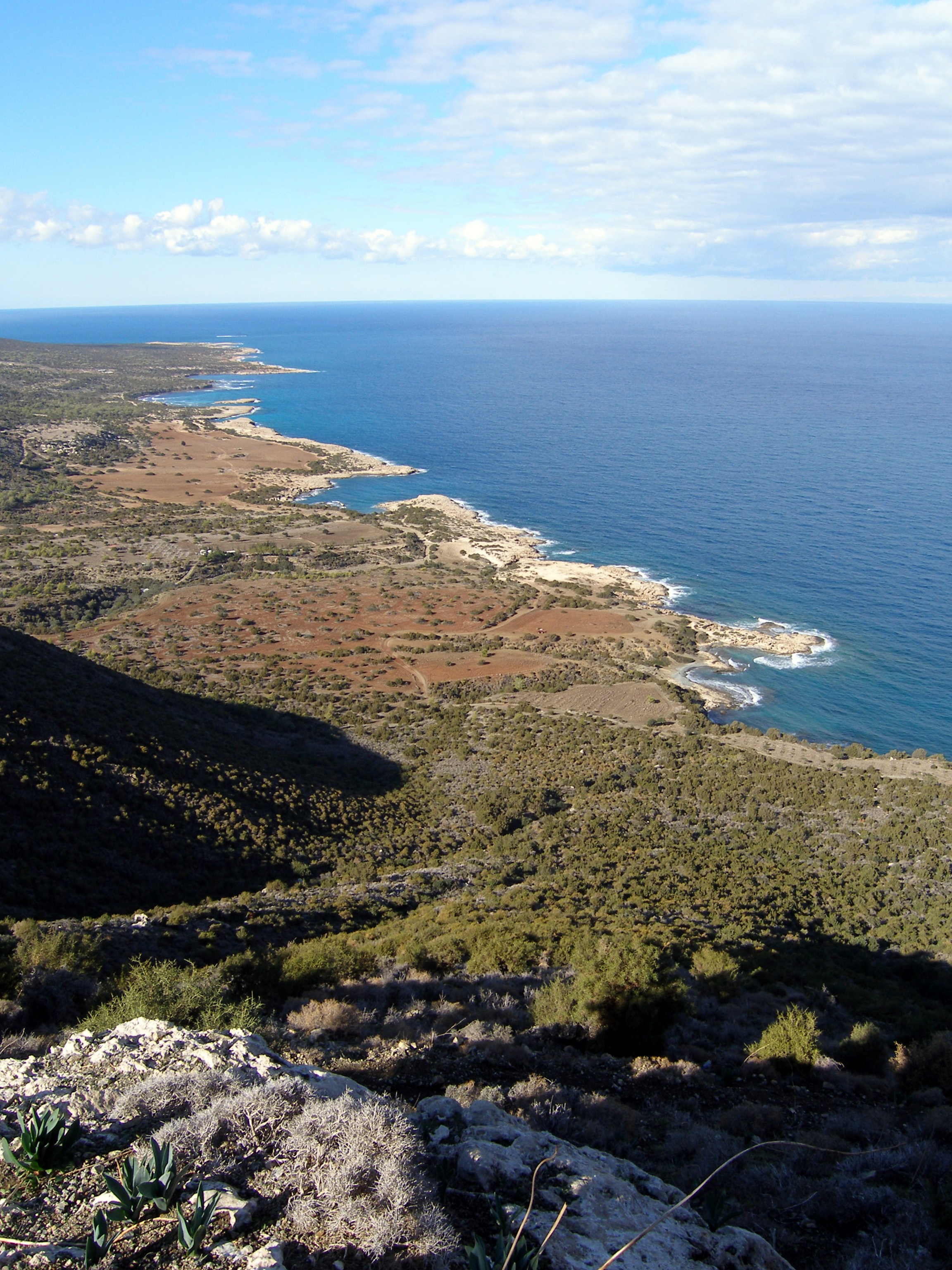
Küstenlinie der Halbinsel

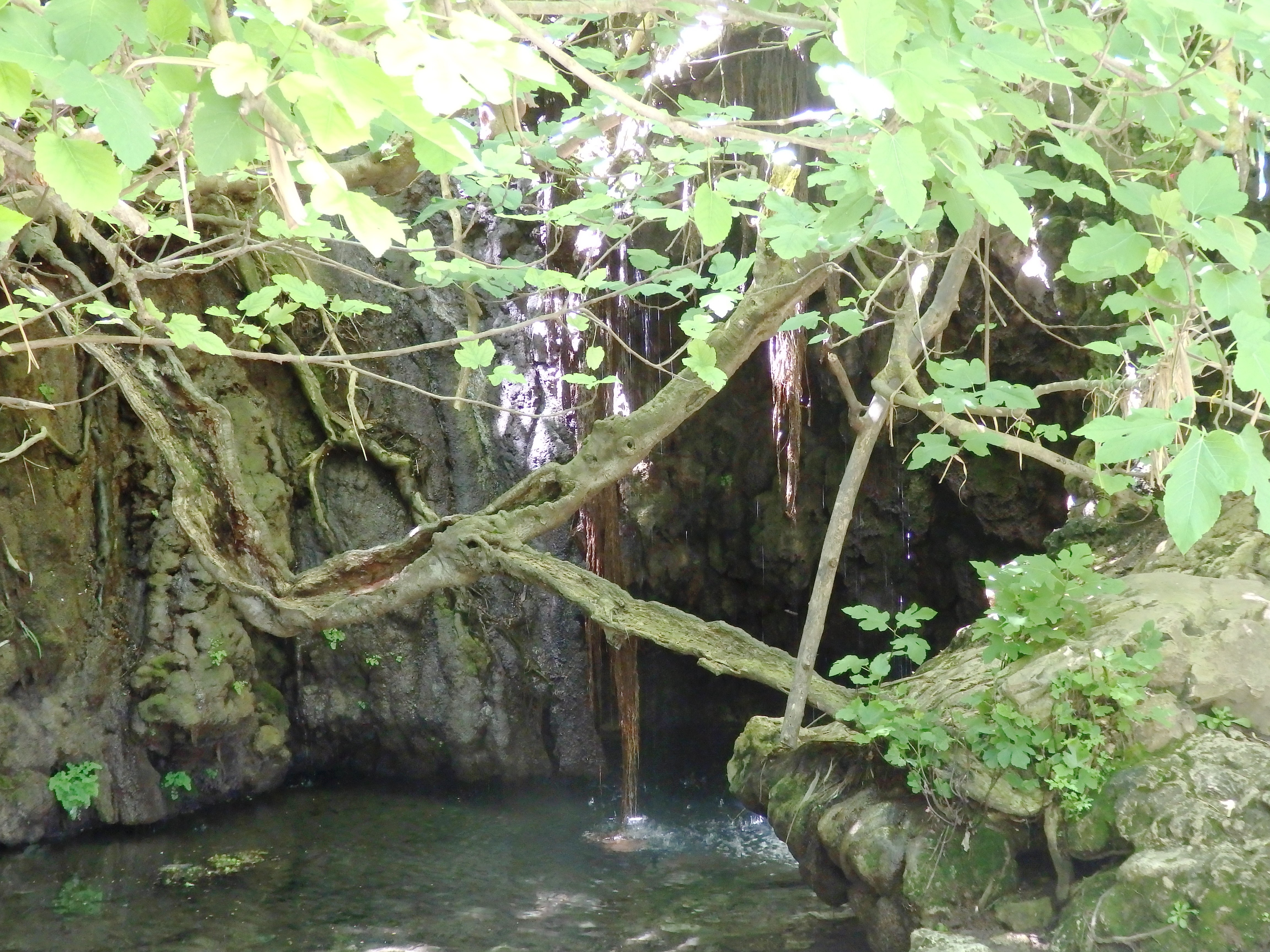
Bad der Aphrodite, Akamashalbinsel, Zypern

Akamas (griechisch Ακάμας) ist eine Halbinsel im westlichen Zypern. Ihre Spitze bildet den westlichsten Punkt Zyperns. Der nächste Ort ist Latchi, Teil der Gemeinde Polis Chrysochous.
Den Namen Akamas hat die Halbinsel wohl von Akamas, dem Sohn des Theseus. Dieser soll nach dem Trojanischen Krieg dort gelandet sein.
Akamas ist ein Naturschutzgebiet. Von den 530 dort vorkommenden Pflanzenarten sind 35 endemisch. Auch der endemische Schmetterling Glaucopsyche Paphos kann auf der Halbinsel beobachtet werden. An dem abgelegenen Strand von Lara legen die Meeresschildkröten Caretta caretta ihre Eier. Wegen der unberührten Natur gilt Akamas heute als beliebtes touristisches Ziel für Wanderer.
Im Südosten von Akamas, südlich von Lara-Beach, befindet sich die Avakas-Schlucht, eine 3 km lange und teilweise nur wenige Meter breite Schlucht entlang des Flusses Avgas.
Auf der Halbinsel befinden sich das sogenannte Bad der Aphrodite, eine kleine Grotte mit einem Süßwasserbecken. Der Legende nach soll sich hier Aphrodite mit ihrem Liebhaber Adonis vergnügt haben. Ares soll Adonis aus Eifersucht getötet haben, während Aphrodite in der Grotte auf diesen wartete.
Außerdem befinden sich hier die Klosterruinen von Pyrgos tis Rigenas und Agios Minas.